# Monteguidi
Monteguidi è una frazione del comune italiano di Casole d'Elsa, nella provincia di Siena, in Toscana.

## Storia
Monteguidi è ricordato nel testamento che il conte Ildebrandino VIII Aldobrandeschi sottoscrisse a Sovana il 22 ottobre 1208, quale castello da lasciare in eredità a Ildebrandino il Rosso insieme a quelli di Montegemoli, Sillano, Cugnano e Belforte. Verso la fine del XIII secolo, il borgo passò dalla giurisdizione di Volterra a quella di Siena. Il 17 aprile 1300 il comune di Monteguidi nominò un proprio podestà, Bartolomeo dei Folcacchieri, e si sottomise alla Repubblica di Siena.
Monteguidi contava 415 abitanti nel 1595, 328 nel 1640, 254 nel 1745 e 371 abitanti nel 1833.

## Monumenti e luoghi d'interesse

### Architetture religiose
- Chiesa dei Santi Andrea e Lorenzo, chiesa parrocchiale della frazione, è ricordata sin dal periodo medievale, ma si presenta notevolmente modificata. Nel sinodo volterrano del 1356 sono menzionate due chiese, una intitolata a San Lorenzo e l'altra a Sant'Andrea, dipendenti dalla pievania di Radicondoli;[2] solo successivamente furono riunite in un'unica chiesa con il doppio titolo.[2]
- Chiesa della Visitazione, piccolo edificio in pietra, probabilmente frutto della ristrutturazione di una delle due chiese documentate in epoca medievale. Il Repetti la identifica come la ex chiesa di Sant'Andrea, poi ridotta a oratorio per una compagnia secolare, e ricorda la presenza all'interno di una Visitazione di Santa Elisabetta che attribuisce al Sodoma.[2]

## Cultura
A Monteguidi è ambientato il romanzo La ragazza di Bube (1960) di Carlo Cassola e il relativo adattamento cinematografico (1963) di Luigi Comencini.